# پارک ملی سرا دو دیویسور
پارک ملی سرا دو دیویسور (به پرتغالی: Parque Nacional da Serra do Divisor) یک پارک ملی در برزیل است که در کروزیرو دو سول واقع شده‌است.